# La Loge noire
La Loge noire est une collection de bande dessinée de l'éditeur Glénat publiant des séries à dominante ésotérique.
Le directeur de collection est Didier Convard.